# جیلیان انگسان
جیلیان انگسان (انگلیسی: Djylian N'Guessan؛ زادهٔ ۳۰ اوت ۲۰۰۸) بازیکن فوتبال اهل فرانسه است که در حال حاضر برای سن-اتین در پست هافبک بازی می‌کند.
وی همچنین در تیم‌های ملی فوتبال زیر ۱۶ سال و زیر ۱۷ سال فرانسه بازی کرده است.